# ليلاند كونينغهام
ليلاند كونينغهام (بالإنجليزية: Leland Cunningham)‏ هو عالم فلك أمريكي، ولد في 19 فبراير 1904 في Wiscasset, Maine ‏ في الولايات المتحدة، وتوفي في 31 مايو 1989 في ريتشموند في الولايات المتحدة.